# Oruza lauta
Oruza lauta är en fjärilsart som beskrevs av Butler 1878. Oruza lauta ingår i släktet Oruza och familjen nattflyn. Inga underarter finns listade i Catalogue of Life.